# Buton Tengah (Regierungsbezirk)
Buton Tengah (Deutsch: Zentralbuton) ist ein Regierungsbezirk (indonesisch Kabupaten) auf der indonesischen Insel Muna. Der Bezirk ist Teil der Provinz Sulawesi Tenggara (Südostsulawesi). Verwaltungssitz ist Labungkari im Distrikt Lakudo.

## Geographie
Der Regierungsbezirk belegt bei einem Flächenanteil von 2,31 Prozent Platz 11 von 17 Verwaltungseinheiten 2. Ordnung (Kabupaten und Kota) in der Provinz.

### Lage und Ausdehnung
Der Hauptteil des Regierungsbezirks liegt im Südosten der Insel Muna und grenzt im Norden an den Bezirk Muna und im Osten (durch eine schmale Meerenge getrennt) an die Stadt Bau Bau auf der Insel Buton. Die natürliche Grenze im Osten und Süden bildet die Floressee (Laut Flores). Im Süden der etwa 25 km westlicher gelegenen Insel Kabaena liegt der Distrikt Talaga Raya. Er grenzt im Norden an den Regierungsbezirk Bombana. Zum Bezirk gehören 4 Inseln, ältere Quellen nennen 13.

### Grenzpunkte
Der Regierungsbezirk Buton Tengah liegt südlich des Äquators und hat folgende äußere Grenzpunkte:
| Richtung | Kode            | Kec.             | Desa                | Koordinaten         |
| -------- | --------------- | ---------------- | ------------------- | ------------------- |
| N        | 74.14.04.200800 | Mawasangka       | Terapung            | 05°08′32,23″ s. Br. |
| O        | 74.14.07.2006   | Sangia Wambulu00 | Baruta Analalaki a) | 122°38′55,40″ ö. L. |
| S        | 74.14.05.2002   | Talaga Raya      | Talaga Besar b)     | 05°31′24,20″ s. Br. |
| W        | 74.14.05.2001   | Talaga Raya      | Kokoe               | 121°55′58,05″ ö. L. |

## Verwaltungsgliederung
Der seit der Gründung in seiner inneren Struktur unveränderte Regierungsbezirk besteht aus 7 Distrikten (indonesisch Kecamatan) mit 77 Dörfern (indonesisch Desa), von denen 10 als Kelurahan städtischen Charakter besitzen. Eine weitere Unterteilung erfolgt in 390 Dusun/Lingkungan (Weiler ?).

Übersichtskarte der Grenzen der Kecamatan im Kabupaten

| Code 1)  | Kecamatan Distrikt  | Ibukota Verwaltungssitz | Fläche (km²) | Einw. Zensus 2010 2) | Volkszählung 2020 3) | Volkszählung 2020 3) | Volkszählung 2020 3) | Anzahl der … |      |
| Code 1)  | Kecamatan Distrikt  | Ibukota Verwaltungssitz | Fläche (km²) | Einw. Zensus 2010 2) | Einw. 3)             | 0Dichte 4)0          | Sex Ratio 5)         | Desa         | Kel. |
| -------- | ------------------- | ----------------------- | ------------ | -------------------- | -------------------- | -------------------- | -------------------- | ------------ | ---- |
| 74.14.01 | Lakudo              | Lakudo                  | 204,30       | 20.210               | 26.556               | 129,99               | 100,91               | 12           | 3    |
| 74.14.02 | Mawasangka Timur    | Lasori                  | 93,35        | 4.839                | 6.130                | 65,67                | 93,93                | 8            | –0   |
| 74.14.03 | Mawasangka Tengah00 | Lanto                   | 121,99       | 9.147                | 12.717               | 104,25               | 101,25               | 9            | 1    |
| 74.14.04 | Mawasangka          | Mawasangka              | 229,02       | 22.054               | 28.985               | 126,56               | 98,72                | 17           | 2    |
| 74.14.05 | Talaga Raya         | Talaga Satu             | 89,36        | 9.023                | 12.942               | 144,83               | 101,68               | 6            | 1    |
| 74.14.06 | Gu                  | Watulea                 | 93,15        | 15.836               | 21.540               | 231,24               | 102,18               | 10           | 2    |
| 74.14.07 | Sangia Wambulu      | Tolandona               | 5,91         | 5.003                | 5.903                | 998,82               | 99,97                | 5            | 1    |
| 74.14    | Kab. Buton Tengah   | Kab. Buton Tengah       | 837,08       | 86.112               | 114.773              | 137,11               | 100,28               | 67           | 10   |

## Geschichte

### Verwaltungsgeschichte
Durch das Gesetz Nr. 15 wurde 2014 der neue Kabupaten Buton Tengah gebildet. Hierbei gab der „Mutterbezirk“ Buton 7 seiner 21 Kecamatan (mit 77 seiner 242 Dörfer) ab. Buton verlor dadurch 35,7 Prozent seiner Fläche (958,31 von 2.681,22 km²) und 36 Prozent seiner Bevölkerung (2012: 115.698 von 321.027 Einw.). Bis heute blieb die innere Struktur (Anzahl der Kecamatan) unverändert, lediglich die Anzahl der Dörfer änderte sich.

## Demographie
Der Kabupaten belegt innerhalb der Provinz Platz 10 in der Einwohnerzahl (4,44 % anteilig). Mit der Bevölkerungsdichte von 145,5 erreicht er Platz 5 in der Rangliste (Angaben von 2024).

### Soziale Daten 2020
| Merkmal                                                             | Kab. Buton Tengah | 0Prov. Sulawesi Tenggara0 |
| ------------------------------------------------------------------- | ----------------- | ------------------------- |
| Bevölkerung unterhalb der Armutsgrenze (Tsd.)00                     | 14,400            | 301,820                   |
| Anteil der „armen Bevölkerung“ (indonesisch Penduduk miskin) (%)000 | 15,320            | 11,00                     |
| Arbeitslosenrate (%)                                                | 4,220             | 4,500                     |
| Lebenserwartung bei der Geburt (Jahre)                              | 67,660            | 71,220                    |
| HDI-Index                                                           | 64,370            | 71,450                    |
| Analphabetenrate (in %, 15+ J.)                                     | 11,060            | 5,000                     |
| Anteil der Altersgruppen                                            | 0Real0            | 0Prozentual0              |
| Kinder (<15 J.)                                                     | 35.9200           | 31,300                    |
| arbeitsfähige Bevölkerung (15–64 J.)                                | 72.1510           | 62,860                    |
| Rentner und Pensionäre (>65 J.)                                     | 6.7020            | 5,840                     |

### Bevölkerungsverteilung
| Jahr | Gesamt- Bevölkerung | Männer | %     | Frauen | %     | Sex Ratio 5) |
| 2016 | 114.778             | 57.582 | 50,17 | 57.196 | 49,83 | 100,67       |
| 2017 | 116.236             | 58.441 | 50,28 | 57.795 | 49,72 | 101,12       |
| 2018 | 117.815             | 59.177 | 50,23 | 58.638 | 49,77 | 100,92       |
| 2019 | 118.337             | 59.382 | 50,18 | 58.955 | 49,82 | 100,72       |
| 2020 | 118.907             | 59.714 | 50,22 | 59.193 | 49,78 | 100,88       |
| 2021 | 119.161             | 59.562 | 49,98 | 59.599 | 50,02 | 99,94        |
| 2022 | 119.661             | 59.287 | 49,55 | 60.374 | 50,45 | 98,20        |
| 2023 | 121.369             | 60.096 | 49,52 | 61.273 | 50,48 | 98,08        |
| 2024 | 121.745             | 59.704 | 49,04 | 62.041 | 50,96 | 96,23        |

Obige Tabelle gibt die durch die Zivilstandsbüros (Disdukcapil, indonesisch Dinas Kependudukan dan Pencatatan Sipil) veröffentlichten Fortschreibungsergebnisse zum Jahresende für die letzten neun Jahre wieder. Zu Vergleichszwecken wurden am Tabellenanfang Angaben aus Volkszählungen und interzensalen Bevölkerungsübersichten (SUPAS) mit aufgeführt.

### Aktuelle Daten der Bevölkerungsfortschreibung
Nachfolgende Tabelle gibt den Einwohnerstand nach Geschlecht zur Volkszählung 2020, Ende 2022 sowie zum Jahresende 2024 wieder. Letztere resultieren aus den Ergebnissen der Fortschreibung durch die örtlichen Zivilstandsbüros (Disdukcapil, indonesisch Dinas Kependudukan dan Pencatatan Sipil). Der aktuelle Einwohnerstand kann jederzeit in einer interaktiven Karte abgerufen werden.

| Kecamatan           | Zensus 2020 | Zensus 2020 | Zensus 2020 | Ende 2022 | Ende 2024 | Ende 2024 | Ende 2024 | Fläche km² | Bevöl kerungs dichte | Sex Ratio 5) |
| Kecamatan           | Insg.       | männl.      | weibl.      | Ende 2022 | Insg.     | männl.    | weibl.    | Fläche km² | Bevöl kerungs dichte | Sex Ratio 5) |
| ------------------- | ----------- | ----------- | ----------- | --------- | --------- | --------- | --------- | ---------- | -------------------- | ------------ |
| Lakudo              | 26.556      | 13.338      | 13.218      | 27.430    | 27.388    | 13.419    | 13.969    | 206,31     | 132,75               | 96,06        |
| Mawasangka Timur    | 6.130       | 2.969       | 4.161       | 6.287     | 6.682     | 3.170     | 3.512     | 93,41      | 71,53                | 90,26        |
| Mawasangka Tengah   | 12.717      | 6.398       | 6.319       | 13.280    | 14.635    | 7.210     | 7.425     | 122,08     | 119,89               | 97,10        |
| Mawasangka          | 28.985      | 14.399      | 14.586      | 29.940    | 32.124    | 15.775    | 16.349    | 228,81     | 140,40               | 96,49        |
| Talaga Raya         | 12.942      | 6.525       | 6.417       | 13.597    | 13.727    | 6.751     | 6.976     | 89,49      | 153,39               | 96,77        |
| Gu                  | 21.540      | 10.886      | 10.654      | 22.398    | 21.285    | 10.498    | 10.787    | 87,40      | 243,54               | 97,32        |
| Sangia Wambulu      | 5.903       | 2.951       | 2.952       | 5.972     | 5.904     | 2.881     | 3.023     | 9,47       | 623,64               | 95,30        |
| Kab. Buton Tengah00 | 116.793     | 57.466      | 58.307      | 120.926   | 123.769   | 59.704    | 62.041    | 836,96     | 147,88               | 96,23        |